# PWS-3
PWS-3 byl polský dvoumístný sportovní letoun z roku 1927, vyvíjený v roce 1926 společností PWS (Podlaska Wytwórnia Samolotów, Podlaská továrna na letadla). PWS-3 bylo první sportovní letadlo postavené polským leteckým průmyslem.

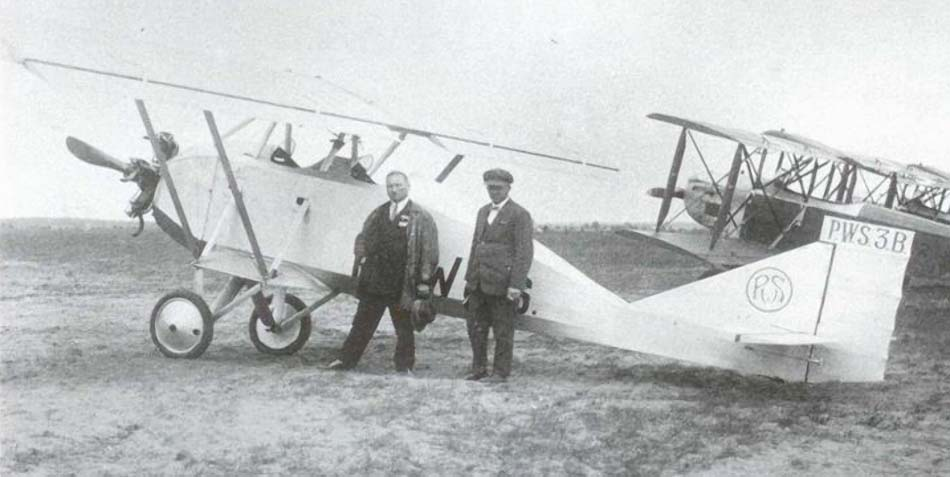
Prototyp PWS-3B

## Vznik a vývoj
Prototyp označený PWS-3B byl zalétán 20. května 1927 na letišti v Białe Podlasce. Letoun navrhl Ing. Stanisław Cywiński, který po zalétání navrhl úpravy křídel a řídících ploch. V létě 1927 bylo letadlo představeno na letecké výstavě v Krakově. V roce 1927 byl první prototyp podroben zkouškám v Technickém ústavu letectví (Instytut Badaň Technicznych Lotnictwa). Letoun byl charakteristický zúženým trupem stejně jako krátkým spodním nosníkem, který tvořil součást vzpěrového systému podvozku a křídla. V roce 1928 byl postaven druhý prototyp PWS-3B, upravený ve vztahu k původnímu zaoblením konců křídel, mírným zvětšením jejich rozpětí, zmenšením velikosti křidélek a zaoblením horní části SOP.

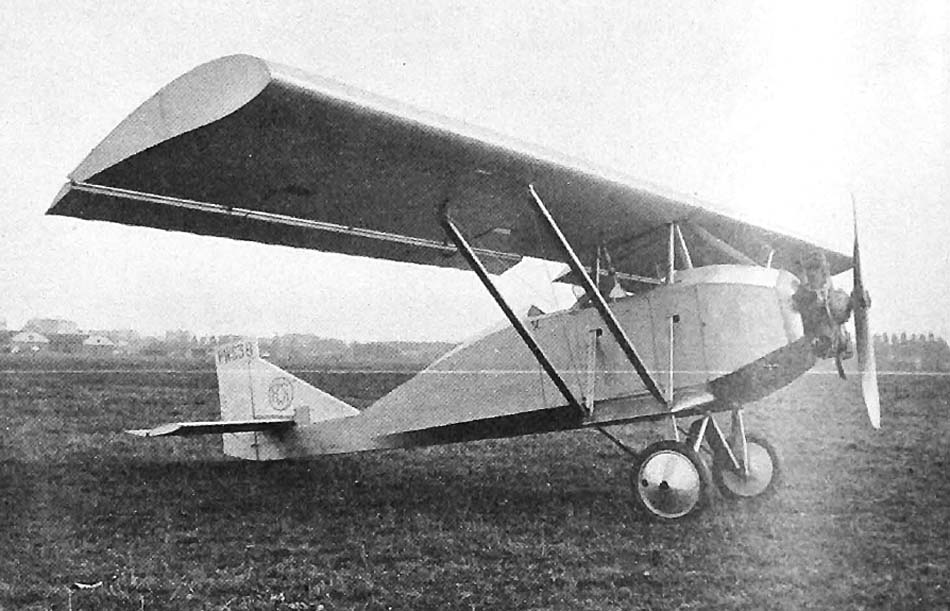
PWS-3B

PWS-3 byl nabízen vojenskému letectví v kurýrní (PWS-3 bis) a sanitní verzi (PWS-3 Sa). Navržené vojenské verze navzdory své univerzálnosti nevzbudily zájem polského ministerstva letectví, takže stroj nevstoupil do sériové výroby. Byly vyrobeny pouze dva prototypy.

## Popis
Zvláštností konstrukce bylo použití speciálního nosníku, který tvořil spodní část trupu. Tento nosník s průřezem 300 x 400 mm byl připojen k trupu. Toto řešení (polský patent č. 13315) by umožnilo stavět různé verze draku v závislosti na potřebách a objednávkách: sportovní (jedno- a dvoumístný), kurýrní, sanitní atp. Druhou inovativní myšlenkou použitou v projektu byla možnost nastavení těžiště letadla (aretací nosníku) podélným posunutím podvozku a křídla namísto běžně používaného stabilizátoru. Konstrukční řešení tohoto nosníku bylo o 2 roky později okopírováno a použito (pravděpodobně v rozporu s patentovými právy) na francouzském letounu Breguet 27.
PWS-3 byl dvousedadlový hornoplošník převážně dřevěné konstrukce. Od nosníku pod trupem byly vedeny dvě šikmé vzpěry podepírající křídlo a dvě vzpěry k trupu. Na horní části trupu bylo křídlo podepřeno pyramidou tvořenou dvěma páry vzpěr z ocelových trubek a jednou tyčovou vedoucí k motorovému loži. Trup byl vyroben ze dřeva a pokryt překližkou vpředu a vzadu plátnem. Motorový prostor byl pokryt duralovým plechem. Obdélníkové křídlo bylo dřevěné, s pevnými povrchy potaženými překližkou a na pohyblivých částech plátnem. Trup měl dva nekryté kokpity v tandemovém uspořádání, s čelními skly a se zdvojeným řízením. Podvozek se skládal z konvenčního podvozku s pevnou dělenou nápravou a zadní ostruhou. Jak hlavní vzpěry podvozku, tak vzpěry křídel byly připevněny k nosníku na spodní straně trupu.

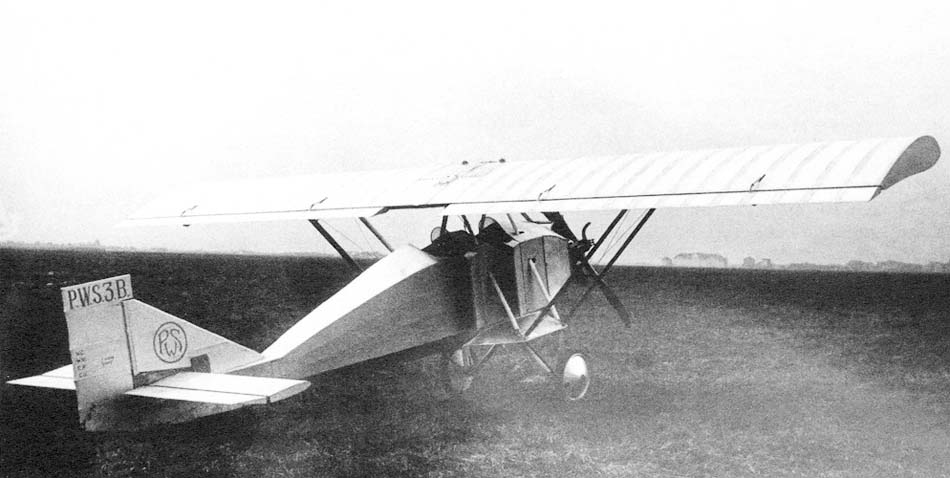
PWS-3B

Letoun byl poháněn československým hvězdicovým vzduchem chlazeným pětiválcovým motorem Walter NZ-60. Palivo bylo přepravováno ze dvou nádržích o celkovém objemu 100 l, které byly umístěny ve střední části křídla.

## Použití
Prototyp PWS 3B získal v srpnu 1927 imatrikulaci P-PWSS, v roce 1929 změněnou na SP-ACJ. Druhý prototyp byl imatrikulován v roce 1929 jako SP-AEA.
Letoun s imatrikulací P-PWSS se zúčastnil 1. polské soutěže turistických letadel ve dnech 6.–9. listopadu 1927 a pilotován Wacławem Makowskim obsadil druhé místo (za letadlem Drzewiecki JD-2). Později byl koupen polovojenskou organizací LOPP (Liga Obrony Powietrznej i Przeciwgazowej, Liga obrany protiletadlové a protiplynové) v Lublinu a využíván k předváděcím letům v leteckém klubu PWS.
V listopadu 1929 byl během přistání vážně poškozen první prototyp SP-ACJ pilotovaný Adamem Karpinským. V roce 1933 bylo poškozené letadlo instalováno ve varšavském muzeu techniky a průmyslu (Muzeum Techniki i Przemysłu).

## Uživatelé
- Polsko
  - Podlaska Wytwórnia Samolotów (PWS)

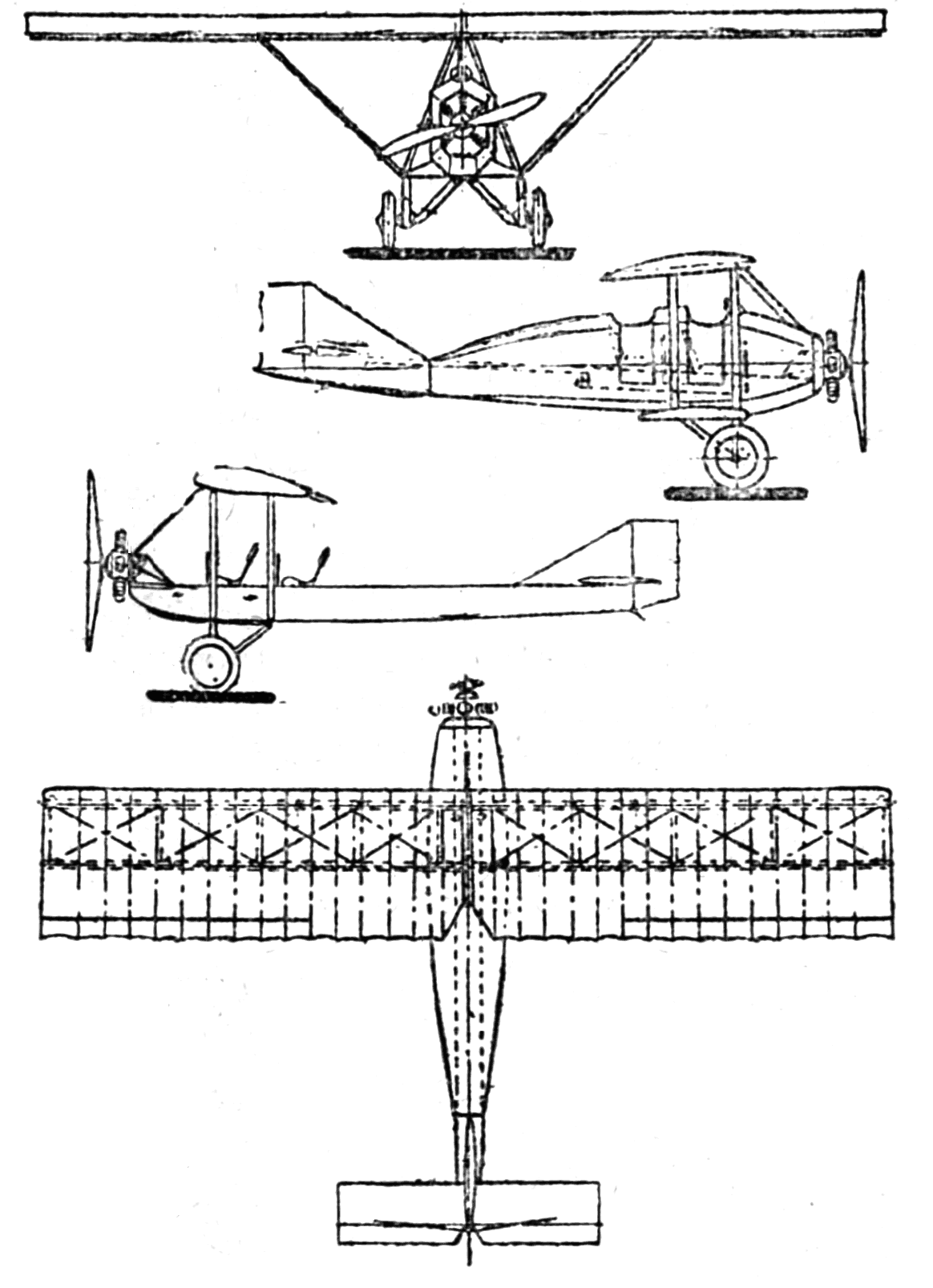
PWS-3, tříprostorová skica (Le Document aéronautique, listopad 1927

## Specifikace
Údaje pro 1. a (2.) prototyp podle

### Technické údaje
- Osádka: 2
- Rozpětí: 9,7 (10,0) m
- Délka: 6,93 (6,90) m
- Výška: 2,6 m
- Nosná plocha: 16,75 (16,70) m2
- Plošné zatížení: 39,5 kg/m2
- Hmotnost prázdného letounu: 416 kg
- Celková hmotnost za letu: 662 kg
- Pohonná jednotka: hvězdicový vzduchem chlazený pětiválcový motor Walter NZ-60
- Výkony:
  - vzletový, maximální: 75 k (55 kW) při 1750 ot/min
  - jmenovitý, nominální: 60 k (44 kW) při 1400 ot/min
- Spotřeba paliva: 22 l/h
- Vrtule: dvoulistá, dřevěná s pevným nastavením

### Výkony
- Maximální rychlost: 133 km/h
- Cestovní rychlost: 123 km/h
- Minimální rychlost: 65 km/h
- Dolet: 500 km
- Dostup: 2 500 m
- Stoupavost: 1,7 m/s